# Église catholique nationale
Die Église catholique nationale war eine unabhängige katholische Kirche, die von 1873 bis 1907 im Schweizer Kanton Genf bestand. Sie entstand im Zuge des Kulturkampfs in der Schweiz in Reaktion auf die Papstdogmen des Ersten Vatikanischen Konzils als französischsprachige nationalkatholische Kirche. Anfangs des 20. Jahrhunderts schlossen ihre zwei Gemeinden sich der Christkatholischen Kirche an.

## Vorgeschichte
Genf, ein Ursprungsort des Protestantismus, war seit dem Beginn des 19. Jahrhunderts ein konfessionell gemischter Kanton. Als die europäischen Territorien nach dem Fall Napoleons neu eingeteilt wurden, wurden die Grenzen des Kantons Genf durch die Verträge von Wien, Paris und Turin (1814–1816) unter Hinzufügung französischer und savoyardischer Gebiete ebenfalls neu bestimmt. Diese «wiedervereinigten Gemeinden» (communes réunies), die weitgehend katholischer Konfession waren, sorgten für einen Bevölkerungsanstieg von 30.000 auf 46.000 Einwohner. Die Volkszählung von 1860 ergab, dass es im Kanton Genf 40.069 Protestanten, 42.099 Katholiken, 377 Israeliten und 331 «Sonstige» gab. Davon waren 40.926 (49,4 %) Genfer, 13.200 (15,9 %) Konföderierte und 28.750 (34,7 %) «Ausländer».
Die alteingesessenen Genfer zeigten eine ausgesprochen antikatholische Einstellung, die auf der Ansicht beruhte, der Katholizismus sei seiner Natur nach obskurantisch, antidemokratisch und daher unvereinbar mit den Grundlagen eines demokratischen Staatswesens, das auf Meinungs- und Gewissensfreiheit beruht. Dennoch vollzog sich die konfessionelle Mischung in den ersten Jahrzehnten des 19. Jahrhunderts relativ friedlich, wenn auch Katholiken von leitenden Positionen in Staat und Gesellschaft ausgeschlossen blieben. Nach Urs Altermatt organisierten die so marginalisierten Katholiken sich nach dem Sonderbundskrieg in « une contre-société catholique », einer «katholischen Gegengesellschaft», um ihre Gebräuche, Werte und Glaubensweise zu bewahren. Allerdings beteiligten sich nicht alle katholischen Menschen an dieser religiösen wie politischen Neuausrichtung. Im Klerus wie unter den Laien, besonders in der deutschsprachigen Schweiz, setzten sich Persönlichkeiten für die liberal-radikale Sache ein und forderten politische, gesellschaftliche und kirchliche Veränderungen. Victor Conzemius zufolge wurde bereits in den 1830er Jahren auf gesamtschweizer Ebene eine « vision alternative de l’Église » («alternative Vision der [katholischen] Kirche») entwickelt, die ihre Wurzeln in den Ideen der Aufklärung hatte. Diese Vision zeichnet sich durch die Anwendung der Doktrin der staatlichen Vorherrschaft über die Kirche und den Willen zur Bildung einer nationalen und demokratisch regierten katholischen Kirche aus. Sie erscheint zu Beginn des Kulturkampfes in den Kantonen Aargau, Thurgau, Solothurn, Luzern und Bern. Die Ablehnung der Unfehlbarkeit des Papstes durch den Pfarrer Paulin Gschwind eröffnete einen Konflikt zwischen Bischof Eugène Lachat und der Regierung von Solothurn. Schliesslich trennten sich einige Pfarreien von Rom, dies führte zur Gründung der christkatholischen Kirche in der deutschsprachigen Schweiz.

## Entstehung
Die Position und Entscheidungen der römisch-katholischen Behörden in dieser Zeit verschärften die Konfrontation. Der Pfarrer von Genf, Gaspard Mermillod, wurde 1864 zum Titularbischof von Hebron und zum Weihbischof in Genf, im Januar 1873 schliesslich zum apostolischen Vikar von Genf ernannt, zunächst ohne Zustimmung der Behörden und dann ungeachtet ihres Vetos.
Progressive Katholiken und Protestanten aller Richtungen betrachteten die Schaffung eines Bistums im «protestantischen Rom» – so der Beiname Genfs als Zentrum der Reformierten Kirche – als «äusserst gefährlich». Die Radikalen beschlossen, Bischof Gaspard Mermillod aus der Schweiz auszuschaffen, und darüber hinaus eine Politik der religiösen Kontrolle durch den Gesetzgeber zu etablieren. Ihr Gedanke war es, Nationalkirchen zu errichten, die ihren Werten von Freiheit und Gleichheit entsprechen sollten. Sie argumentierten, dass Kirchen, die staatlich finanziert würden, wie andere öffentliche Einrichtungen modernisiert und demokratisiert werden müssten. Betreffs der Katholiken wurde den Stimmbürgern im Februar 1873 ein Gesetz vorgelegt, das die Wahl von Pfarrern vorsah, wonach letztere einen Treueid gegenüber dem Staat ablegen mussten, und das durch die Vorschriften zur Wahl eines Conseil Supérieur die kirchliche Führung in Form einer Synode organisierte. Das Ergebnis der Volksabstimmung lautete auf 9081 «Ja» und 151 «Nein», nachdem die katholische Kirche zur Stimmenthaltung aufgerufen hatte. Kein Genfer Priester folgte dem Gesetz, das von Papst Pius IX. umgehend verurteilt wurde.
Bereits in den ersten Monaten des Jahres 1873 wurde ein liberales katholisches Komitee gebildet, um den Prozess der Umstrukturierung des Katholizismus offiziell zu unterstützen. Bei einer Versammlung beschloss man, Pater Hyacinthe Loyson, einen französischen ehemaligen Karmeliten und bekannten Prediger, um Unterstützung zu bitten. Er hatte die römisch-katholische Kirche 1869 verlassen, da er im Widerspruch zu den in Rom anstehenden Entscheidungen, insbesondere dem Dogma der päpstlichen Unfehlbarkeit stand, und war seit 1872 verheiratet.

## Kirchliches Leben
Um Loyson bildete sich bald eine Gemeinde, die sich Église catholique nationale nannte. Mit der Feier der Messe in französischer Sprache wurden liturgische Reformen durchgeführt, die Zölibatsverpflichtung der Priester und die Verpflichtung zur Ohrenbeichte wurden aufgehoben. Sie fand Unterstützung unter den Laien vor allem in der Stadt Genf sowie in den Gemeinden Carouge, Chêne-Bourg, Lancy, Versoix und Meyrin. Die gewählten Priester kamen hauptsächlich aus Frankreich und wurden an der Christkatholisch-theologischen Fakultät der Universität Bern ausgebildet.
Am 10. Mai 1874 gaben bei den ersten Wahlen zum Conseil Supérieur, dem Leitungsgremium der neuen Kirche, 2003 von 6139 registrierten katholischen Wählern im gesamten Kanton ihre Stimme ab. Anschliessend nahmen durchschnittlich 600 Wähler an den Abstimmungen der Église catholique nationale teil. Diese Gläubigen kamen aus Kreisen der Arbeiterklasse und dem Genfer Kleinbürgertum, unter ihnen gab es nur wenige Akademiker. Insgesamt gehörten zwischen 1873 und 1907 etwa 5000 Menschen dieser Kirche an.
Die Église catholique nationale stand in Kirchengemeinschaft mit der Christkatholischen Kirche der Schweiz und mit den anderen Altkatholischen Kirchen Europas. Im Jahr 1889 schloss sie sich der Utrechter Erklärung an. Sie verstand sich somit als Hüterin des alten katholischen Glaubens, wie er vor der Verkündung des Dogmas der Unbefleckten Empfängnis und dem Ersten Vatikanischen Konzil bestand.

## Anschluss an die Christkatholische Kirche
Durch das Gesetz zur Aufhebung der staatlichen Finanzierung der Kirchen, dem die Stimmbürger 1907 mit knapper Mehrheit zustimmten, entfiel die Notwendigkeit einer eigenständigen kirchlichen Organisation im Kanton Genf. So schlossen sich die beiden Genfer französischsprachigen Gemeinden 1908 auch formal der Christkatholischen Kirche in der Schweiz an.